# Michel Brusselmans
Michel Brusselmans, född 12 februari 1886 i Paris, död 20 september 1960 i Bryssel, var en belgisk kompositör.